# Slăvești, Teleorman
Slăvești este un sat în comuna Tătărăștii de Jos din județul Teleorman, Muntenia, România.